# Kreis Frankfurt
Der Kreis Frankfurt, seinerzeit auch Frankfurter Kreis genannt, war ein preußischer Landkreis in der Provinz Brandenburg, der von 1816 bis 1826 bestand. Sein östlich der Oder gelegener Teil gehört heute zu Polen, während sein westlich der Oder gelegener Teil heute zum deutschen Bundesland Brandenburg gehört. Neben der Kreisstadt Frankfurt an der Oder gehörte auch die Stadt Göritz zum Kreis.

## Verwaltungsgeschichte
Im Rahmen der Bildung von Provinzen und Regierungsbezirken in Preußen erfolgte 1816 im Regierungsbezirk Frankfurt eine Kreisreform, in deren Rahmen der neue Frankfurter Kreis gebildet wurde. Er setzte sich zusammen aus der Stadt Frankfurt an der Oder sowie Gebieten, die bis dahin zu den brandenburgischen Kreisen Lebus und Sternberg gehört hatten. Im Jahre 1816 hatte der Kreis Frankfurt 20.462 Einwohner.
Zum 1. Januar 1827 wurde der Kreis Frankfurt wieder aufgelöst. Der Landbezirk des Kreises, das Gebiet außerhalb der Stadt Frankfurt an der Oder, fiel zunächst vollständig an den Kreis Lebus.  Zum 1. Januar 1836 wechselten die ursprünglich aus dem Kreis Sternberg stammenden Orte aus dem Kreis Lebus zurück in den Kreis Sternberg, womit die historischen Kreisgrenzen wiederhergestellt waren.
Die Stadt Frankfurt an der Oder war seit 1827 wieder kreisfrei, blieb aber Kreisstadt des Kreises Lebus.

## Orte
Neben der Kreisstadt Frankfurt an der Oder gehörten dem Kreis die folgenden Orte an:
| - Bischofsee - Booßen - Buschmühle - Drenzig - Frauendorf - Gohlitz - Göritz, Stadt - Groß Lübbichow - Groß Rade - Karthaus - Klein Lübbichow - Klein Rade | - Kliestow - Kohlow - Kunersdorf - Lässig - Leissow - Lossow - Neuendorf - Ötscher - Reipzig - Rosengarten - Schiffersruh - Schwetig | - Seefeld - Spudlow - Stenzig - Storkow - Trettin - Tschernow - Tzschetzschnow - Zerbow - Ziegelei - Zohlow - Zweinert |